# Кліпси
Клі́пси (англ. clips) — прикраса, для носіння якої не потрібно проколювати вухо, так як вона тримається за рахунок механічного тиску затискачів.
Назва запозичена у середині XX ст. з англійської мови, де clips означає «затискачі».
Основна причина використання кліпс — небажання проколювати шкіру через страх болю, естетичних міркувань або медичних протипоказань.
Недолік кліпсів — деяка хворобливість або невелика незручність при носінні.
Найбільш поширені кліпси для вух, але також кліпси використовуються як прикраса для носа, сосків чи інших частин тіла. Також є кліпси на магнітах які закріплюються з обох сторін вуха.